# Улкино
Улкино (рос. Улкино) — присілок в Палкінському районі Псковської області Російської Федерації.
Населення становить 0 осіб. Входить до складу муніципального утворення Палкінська волость.

## Історія
Від 2015 року входить до складу муніципального утворення Палкінська волость.

## Населення
| 2001 | 2002 | 2010 | 2016 |
| ---- | ---- | ---- | ---- |
| 3    | ↘1   | →1   | ↘0   |